# Кульяр
Кульяр (ісп. Cúllar) — муніципалітет в Іспанії, у складі автономної спільноти Андалусія, у провінції Гранада. Населення — 4703 особи (2010).
Муніципалітет розташований на відстані близько 330 км на південь від Мадрида, 100 км на північний схід від Гранади.
На території муніципалітету розташовані такі населені пункти: (дані про населення за 2010 рік)
- Кульяр: 3723 особи
- Ель-Мархен: 265 осіб
- Посо-Іглесіас: 53 особи
- Пульпіте: 74 особи
- Ель-Сауко: 10 осіб
- Вента-дель-Пераль: 168 осіб
- Вента-Кемада: 188 осіб
- Лас-Вертьєнтес: 212 осіб
- Матіан: 10 осіб

## Демографія
Динаміка населення (INE ):

## Галерея зображень

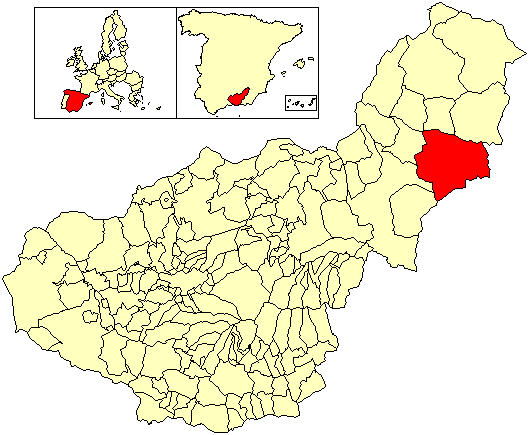
Розташування муніципалітету Кульяр у провінції Гранада